# Obecní dům čp. 324 (Svobodné Dvory)
Obecní dům ve Svobodných Dvorech v Hradci Králové se nachází na adrese Dvorská 324/95.

## Historie
27. ledna 1926 se konala schůze obecního zastupitelstva, na které bylo usneseno, aby byl sestaven mimořádný rozpočet na nový obecní dům, který obec nutně potřebuje a bude proto učiněna výpůjčka. 15. dubna téhož roku se mimořádně sešlo obecní zastupitelstvo, kterému byly ing. Komárkem a stavitelem Morávkem předloženy návrhy na stavbu obecního domu. Při následném hlasování získaly oba projekty po 10 hlasech a starosta J. Vaňásek se přiklonil k návrhu ing. Komárka, který v obci začal provozovat stavitelskou koncesi 1. března 1926. Stavební náklad byl stanoven na 310 000 Kč. 16. května byla schválena hypotekární výpůjčka
u Spořitelny v Hradci Králové ve výši 400 000 Kč.
Zároveň bylo usneseno, aby byla vypsána soutěž na stavbu obecního domu, která končila 30. května 1926. Toho dne byly otevřeny došlé nabídky. Stavitel Jiří Morávek nabízel provedení za 358 699,87 Kč, ing. František Komárek za 342 305,96 Kč a stavitel Jan Kříž za 339 395,37 Kč. Ve schůzi obecní rady, která se konala o hodinu dříve, byl podán návrh, aby byla stavba zadána ing. Komárkovi, který slevil ještě 2 % a zavázal se provést stavbu dle plánu za paušál ve výši 335 000 Kč. Tento návrh byl zastupiteli schválen, a tak byla stavba zadána ing. Komárkovi. 21. června schválila půjčku 400 000 Kč na stavbu obecního domu okresní správní komise.
14. října bylo obecními zastupiteli schváleno rozdělit byty v novém domě takto: byt o 1 kuchyni a 2 pokojích s příslušenstvím na východní straně řídícímu učiteli Josefu Franckovi, byt o 1 kuchyni a 1 pokoji v 1. patře učiteli Františku Pluhařovi, byt o 1 kuchyni a 1 pokoji na západní straně strážníkovi Františku Franckovi, byt o 1 kuchyni a 1 pokoji na jižní straně slečně Šimáčkové, která působila na místní poště, a byt o 1 místnosti k severu Františku Částkovi, čímž byly všechny byty v obecním domě mimo obecního a poštovního úřadu a zasedací síně obsazeny. 13. listopadu byla úplně dokončena stavba tohoto domu a o 2 dny
později byl obecní dům způsobilý k obývání. První zasedání obecního zastupitelstva se zde konalo 16. prosince 1926.
Od jeho otevření se zde tedy nacházel obecní a poštovní úřad a obecní knihovna. Mimo to zde bylo 5 bytů, 1 byt o jedné kuchyni a 2 pokojích, 3 byty o 1 kuchyni a 1 pokoji, 1 obytná světnice, 1 zasedací síň, 1 archiv, 1 sušárna na prádlo a příslušenství. Vedle byla hasičská zbrojnice a šatlava. Zároveň zde byla v roce 1926 zřízena telefonní ústředna. Postupem času odtud sice zmizel obecní úřad, resp. místní národní výbor, ale poštu zde nalezneme dosud. Kromě toho se zde po osvobození od německých okupantů nacházelo velitelství stanice SNB Svobodné Dvory a v jedné z místností jsme mohli nalézt poradnu pro matku a dítě.